# Samuel Hasselhorn

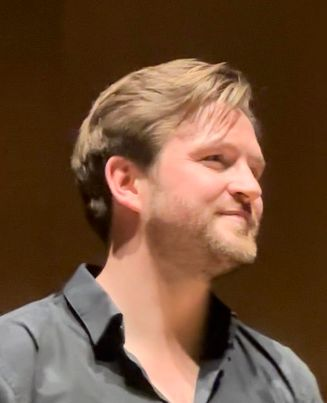
Samuel Hasselhorn, 2023

Samuel Hasselhorn (* 15. Mai 1990 in Göttingen) ist ein deutscher Opernsänger der Stimmlage Bariton.

## Biographie
Samuel Hasselhorn, Sohn des Psychologen Marcus Hasselhorn, studierte Operngesang an der Musikhochschule Hannover und am Pariser Konservatorium. Am Opernstudio der Oper Lyon sang Hasselhorn in der Saison 2015/2016 die Hauptrolle in Viktor Ullmanns Der Kaiser von Atlantis. Dort spielte er ein Jahr später den Masetto in Don Giovanni. Im selben Jahr debütierte er an der Oper Leipzig in Orffs Carmina Burana. In den Spielzeiten 2018/19 und 2019/20 war Hasselhorn Mitglied des Ensembles der Wiener Staatsoper. Dort trat er u. a. als Figaro im Barbier von Sevilla, als Graf Almaviva in Le nozze di Figaro und als Schaunard in La Bohème auf. Auch diskografisch ist Hasselhorn erfolgreich in Erscheinung getreten, u. a. auf dem beim Label Harmonia mundi erschienenen Album Urlicht: Songs of Death and Resurrection mit Werken von Gustav Mahler, Erich Wolfgang Korngold, Hans Pfitzner u. a. (gemeinsam mit dem Poznań Philharmonic Orchestra unter Łukasz Borowicz).

## Auszeichnungen und Preise
- Gewinner des Concours Musical Reine Elisabeth (2018)
- Emmerich Smola Preis „SWR Junge Opernstars“ (2018)[7]
- Schubert-Preis der Franz Schubert-Gesellschaft Barcelona (2021)